# Poelbos (Goes)

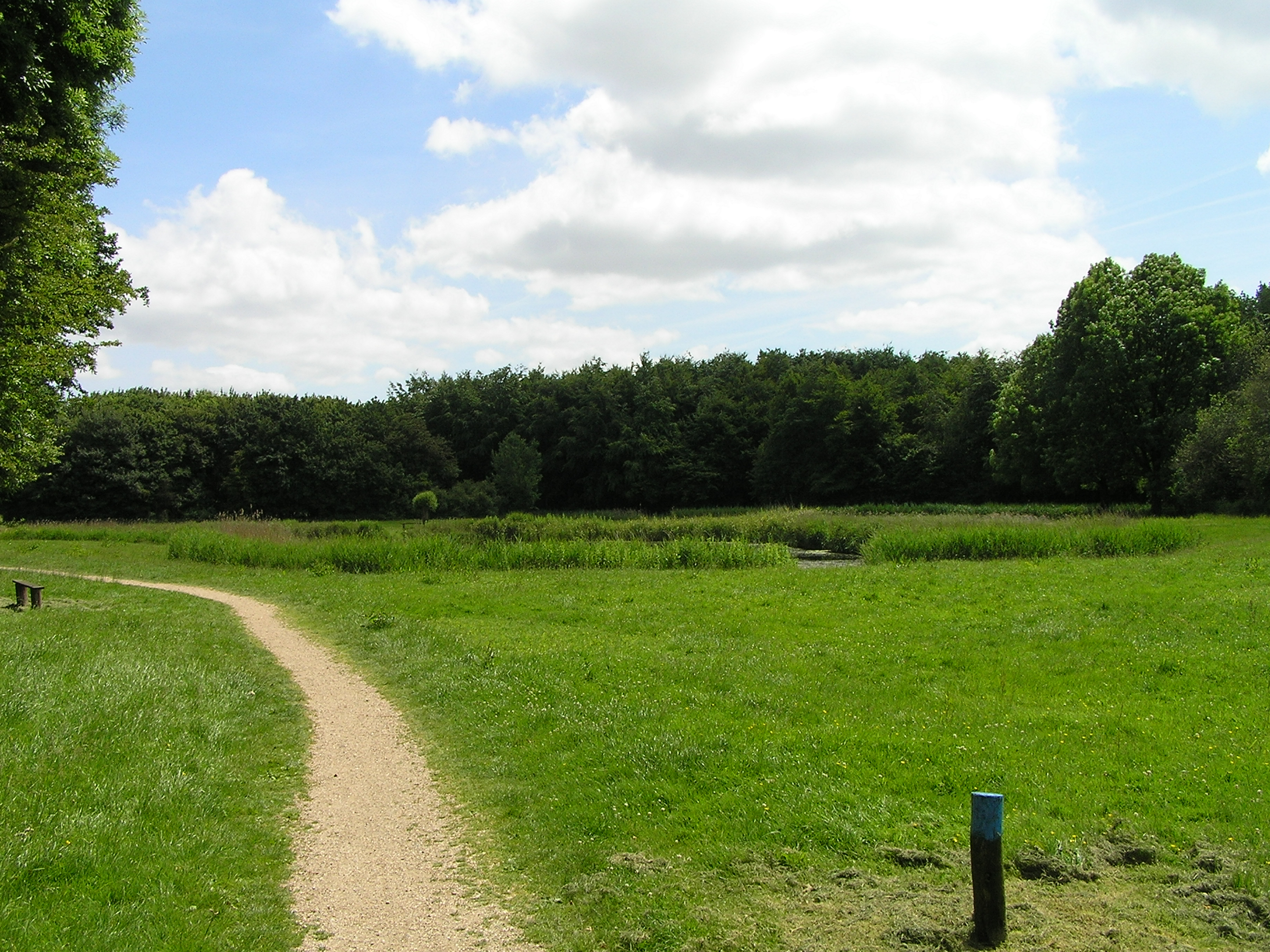
Het Poelbos

Het Poelbos is een bos van in de gemeente Goes, bij 's-Heer Hendrikskinderen en 's-Heer Arendskerke. Het bos is in 1975 aangelegd bij een ruilverkaveling in het nabijgelegen gebied "De Poel", waarnaar het bos genoemd is. Het bos is zo'n 60 hectare groot, en bestaat uit een oostelijk deel, wel aangeduid als "Hendriksbos" van 50 hectare kleibos, en een westelijk deel, het "Arendsbos" van 10 hectare bos op zand en zavel. Het beheer is in handen van Staatsbosbeheer.